# Carlos García Palermo
Pour les articles homonymes, voir Carlos García et García.
Carlos Horacio Garcia Palermo est un joueur d'échecs et un entraîneur argentin né le 2 décembre 1953 à La Plata en Argentine et naturalisé italien. Grand maître international depuis 1985, il représente la fédération italienne dans les compétitions internationales de 1989 à 1998 et depuis 2005.

## Palmarès
Il a remporté le mémorial Capablanca à La Havane en 1985 (tournoi 2), 1986 (tournoi 1, ex æquo avec Julio Granda) et à Camagüey en 1987 (ex æquo avec Denis Verduga). En 1994, l gagna les tournois de Madrid (tournoi B) et Cañete (Espagne). En 1985, il finit deuxième ex æquo du mémorial Rubinstein à Polanica-Zdrój.
En 2010, il finit deuxième du championnat d'échecs d'Italie remporté par Fabiano Caruana. En 2012, il termina quatrième ex æquo du championnat italien.

## Compétitions par équipe
Carlos Garcia Palermo a représenté l'Argentine (au troisième échiquier) lors du Championnat du monde d'échecs par équipe de 1985 à Lucerne, et de l'olympiade d'échecs de 1986, puis l'Italie lors des olympiades de 1992 (au premier échiquier) et 2006 (au deuxième échiquier).